# رود یاسو
رود یاسو (به لاتین: Yasu River) یک رود در ژاپن است که ۶۵٫۲۵ کیلومتر است.